# Apparato di Ilizarov

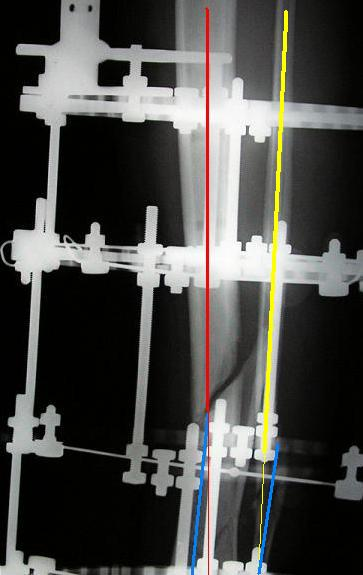
Radiografia dell'apparato di Ilizarov applicato a una frattura di arto inferiore

L'apparato o fissatore di Ilizarov è una tipologia di fissatore esterno, per la distrazione osteogenetica che può essere utilizzato per allungare o modificare la forma delle ossa degli arti superiori e inferiori.
La procedura può essere inoltre utilizzata per trattare fratture ossee di diversi tipi nei casi in cui non siano applicabili le tecniche convenzionali. Una delle sue applicazioni riguarda le pseudoartrosi (o le non-unioni) di ossa.
Prende il nome dal suo inventore, il sovietico Gavriil Abramovič Ilizarov (1921–1992).

## Storia
Ilizarov inventò questo strumento negli anni cinquanta, periodo in cui curava malformazioni e traumi ortopedici nella regione siberiana di Kurgan.
Tale procedura fu ignorata al di fuori della Russia finché nel 1980 non venne applicata all’alpinista Carlo Mauri, affetto da pseudoartrosi della tibia sinistra risoltasi con una riduzione di 4 cm dopo tre interventi tradizionali. Mauri si sottopose alla terapia ideata da Ilizarov, e dopo sei mesi recuperò i 4 centimetri persi. Ne conseguì un certo interesse internazionale e in particolare in Italia negli anni ottanta, a cui seguì un notevole successo negli anni novanta.

## L'apparato e il processo di allungamento

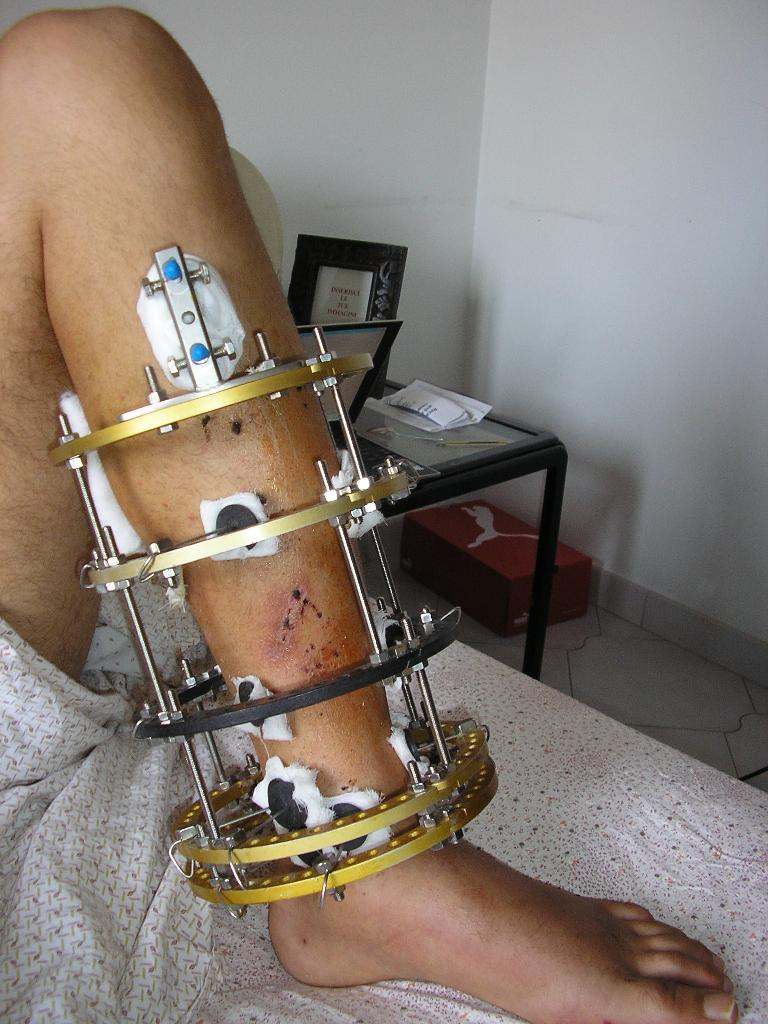
Un apparato di Ilizarov applicato a una gamba

Questo strumento è costituito da una forma particolare di fissatore esterno. Anelli d'acciaio esterni all’arto vengono fissati all'osso tramite aghi di grande diametro (detti "fili"). A loro volta gli anelli sono tenuti in posizione da barrette, in modo da costituire un'impalcatura rigida come un esoscheletro. In particolare, le barrette che distanziano i due anelli mediani sono filettate: agendo sui rispettivi dadi si può regolare, in aumento o in diminuzione, la distanza tra gli anelli.
La procedura consiste in un'operazione durante la quale l'osso viene fratturato chirurgicamente e l'apparato viene applicato. Con il recupero del paziente l'osso fratturato inizia a crescere per unirsi all'altezza della frattura. Durante il processo di crescita dell'osso i due anelli mediani (tra i quali è compresa la sede della frattura) possono venire progressivamente distanziati anche di 1 mm al giorno agendo sui dadi delle barrette filettate. Con questo procedimento è possibile ottenere contemporaneamente l'allungamento e la ricalcificazione dell'osso interessato. Una volta completata questa fase l'apparato non è immediatamente rimosso, onde garantire stabilità all'osso.
Per la rimozione dell'apparato non è necessaria una seconda operazione: è sufficiente smontare la struttura esterna e sfilare dall’osso i "fili".
In caso di successo del trattamento il risultato è quello di un arto più lungo. L'allungamento del tendine di Achille può avvenire chirurgicamente in un secondo momento. Laddove i monconi ossei siano troppo distanti è prevista la possibilità di un autotrapianto di osso.
L'apparato non è molto invasivo (non sono praticate estese incisioni), ma non si escludono effetti indesiderati. La presenza di dolore è molto frequente, sebbene possa essere trattata con analgesici. L'apparato richiede notevole cura e attenzione, in particolare una pulizia quotidiana per evitare l'infezione dei "fili".